# Encarsiella polaszeki
Encarsiella polaszeki är en stekelart som beskrevs av Svetlana N. Myartseva och Coronado Blanco 2004. Encarsiella polaszeki ingår i släktet Encarsiella och familjen växtlussteklar. Inga underarter finns listade i Catalogue of Life.